# Rod Benson
Rodrique Zsorryon Benson, detto Rod (Fairfield, 10 ottobre 1984), è un ex cestista statunitense.

## Palmarès

### Squadra
- Campione NBDL (2007)
- Match des Champions: 1

Nancy: 2008

### Individuale
- All-NBDL Second Team (2008)
- Miglior rimbalzista NBDL (2008)